# Neuenmarkt
Neuenmarkt è un comune tedesco di 3 137 abitanti, situato nel land della Baviera.